# Monti Opawskie
I Monti Opawskie (in polacco: Góry Opawskie; in lingua ceca: Zlatohorská vrchovina, cioè "altopiano di Zlatohorská"; in tedesco: Oppagebirge) sono una catena montuosa che fa parte dei Sudeti Orientali e sono situati tra la Polonia e la Repubblica Ceca.

## Delimitazioni
I Monti Opawskie si estendono dalla Regione di Moravia-Slesia, nella Slesia ceca, fino all'Alta Slesia, in Polonia; rappresentano la continuazione orientale dei Monti Dorati. Confinano con la catena dei Nízký Jeseník a sud e con i Hrubý Jeseník a sudovest. La parte polacca della catena include anche l'area protetta chiamata Parco paesaggistico dei Monti Opawskie.
I Monti Opawskie derivano il loro nome dal fiume Opava (in polacco: Opawa), che ha la sua sorgente nella vicina catena dei monti Hrubý Jeseník.
La cima più elevata è il Příčný vrch (975 m), situato nella Repubblica Ceca.